# Ноксвілл (Арканзас)
Кноксвіль (англ. Knoxville) — місто (англ. town) в США, в окрузі Джонсон штату Арканзас. Населення — 660 осіб (2020).

## Географія
Кноксвіль розташований за координатами 35°22′39″ пн. ш. 93°21′42″ зх. д. / 35.37750° пн. ш. 93.36167° зх. д. (35.377565, -93.361766). За даними Бюро перепису населення США в 2010 році місто мало площу 8,44 км², з яких 8,41 км² — суходіл та 0,04 км² — водойми.
Розташоване на висоті 120 метрів над рівнем моря.

## Демографія

### Перепис 2010
Згідно з переписом 2010 року, у місті мешкала 731 особа в 288 домогосподарствах у складі 211 родини. Густота населення становила 87 осіб/км². Було 329 помешкань (39/км²).
Расовий склад населення:
| - 94,1 % — білих - 1,8 % — корінних американців - 0,7 % — чорних або афроамериканців - 0,4 % — азіатів - 1,1 % — осіб інших рас |

До двох чи більше рас належало 1,9 %. Іспаномовні складали 3,7 % від усіх жителів.
За віковим діапазоном населення розподілялося таким чином: 22,3 % — особи молодші 18 років, 64,3 % — особи у віці 18—64 років, 13,4 % — особи у віці 65 років та старші. Медіана віку мешканця становила 37,3 року. На 100 осіб жіночої статі у місті припадало 97,6 чоловіків; на 100 жінок у віці від 18 років та старших — 105,8 чоловіків також старших 18 років.
Середній дохід на одне домашнє господарство становив 43 191 долар США (медіана — 33 889), а середній дохід на одну сім'ю — 46 980 доларів (медіана — 44 107). За межею бідності перебувало 22,1 % осіб, у тому числі 34,9 % дітей у віці до 18 років та 11,6 % осіб у віці 65 років та старших.
Цивільне працевлаштоване населення становило 353 особи. Основні галузі зайнятості: виробництво — 25,2 %, освіта, охорона здоров'я та соціальна допомога — 20,1 %, роздрібна торгівля — 13,3 %, будівництво — 12,5 %.

### Перепис 2000
За даними перепису населення 2000 року в Кноксвілі проживав 511 осіб, 138 сімей, налічувалося 194 домашніх господарств і 210 житлових будинків. Середня густота населення становила близько 89,6 осіб на один квадратний кілометр. Расовий склад Кноксвіля за даними перепису розподілився таким чином: 95,89 % білих, 1,57 % — корінних американців, 0,20 % — азіатів, 0,98 % — представників змішаних рас, 1,37 % — інших народів. Іспаномовні склали 4,11 % від усіх жителів міста.
З 194 домашніх господарств в 34,5 % — виховували дітей віком до 18 років, 59,8 % представляли собою подружні пари, які спільно проживали, в 8,8 % сімей жінки проживали без чоловіків, 28,4 % не мали сімей. 22,2 % від загального числа сімей на момент перепису жили самостійно, при цьому 10,3 % склали самотні літні люди у віці 65 років та старше. Середній розмір домашнього господарства склав 2,63 особи, а середній розмір родини — 3,13 особи.
Населення міста за віковим діапазоном за даними перепису 2000 року розподілилося таким чином: 27,8 % — жителі молодше 18 років, 9,0 % — між 18 і 24 роками, 29,2 % — від 25 до 44 років, 20,7 % — від 45 до 64 років і 13,3 % — у віці 65 років та старше. Середній вік мешканця склав 35 років. На кожні 100 жінок в Кноксвілі припадало 110,3 чоловіків, у віці від 18 років та старше — 95,2 чоловіків також старше 18 років.
Середній дохід на одне домашнє господарство в місті склав 31 250 доларів США, а середній дохід на одну сім'ю — 34 375 доларів. При цьому чоловіки мали середній дохід в 22 031 долар США на рік проти 22 857 доларів середньорічного доходу у жінок. Дохід на душу населення в місті склав 15 404 долари на рік. 9,2 % від усього числа сімей в населеному пункті і 12,6 % від усієї чисельності населення перебувало на момент перепису населення за межею бідності, при цьому 13,5 % з них були молодші 18 років і 18,3 % — у віці 65 років та старше.